# Independentisme català

L'estelada, bandera del moviment independentista.

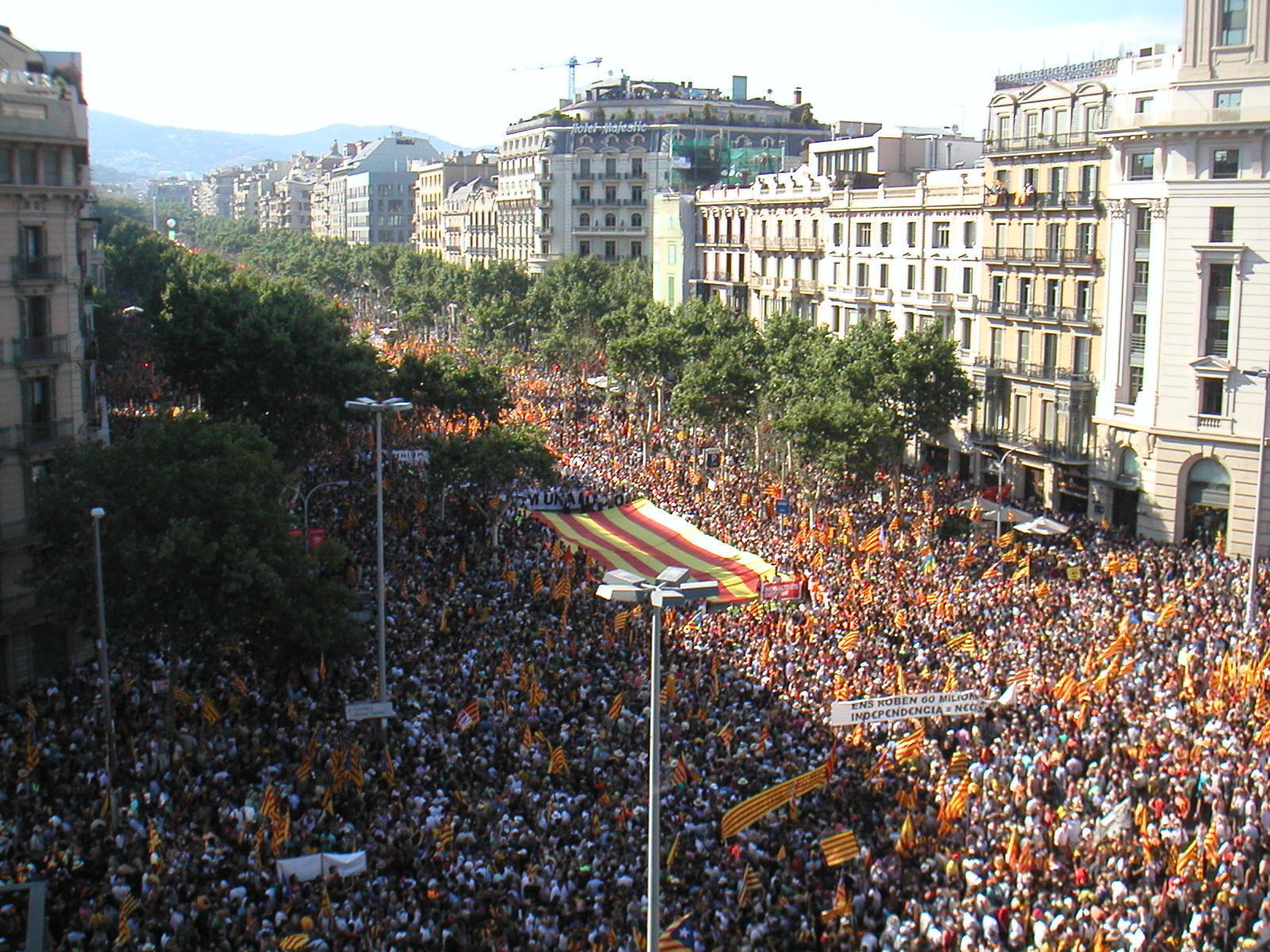
Vista de la manifestació del 10 de juliol de 2010 al Passeig de Gràcia de Barcelona convertida en una multitud independentista que va aplegar un milió i mig de persones (segons els organitzadors) rebutjant la sentència que el TC havia fet sobre l'Estatut i a favor del dret a decidir. L'aglomeració de manifestants que ocupaven el pas per davant de la capçalera va fer que aquesta s'hagués de dissoldre uns metres més avall.

L'independentisme català és el corrent polític, derivat del catalanisme, que propugna la independència de Catalunya o dels Països Catalans, respecte a Espanya i França, i instaurar així la República Catalana, proclamada en diverses ocasions.
L'independentisme català basa les seves tesis sobre el principi que Catalunya és una nació, al·ludint a una diversitat d'arguments, que, sense entrar en els matisos de cada grup ideològic, tenen una base comuna en el dret a l'autogovern ple, l'autogestió financera, la capacitat de decidir sobre el model socioeconòmic, la defensa de la cultura i la llengua catalanes, la preservació del dret civil català, alhora que també la poden motivar sentiments de pertinença o motius històrics. Aquests motius diversos es desgranen en un seguit d'anàlisis segons els diferents corrents ideològics, i mostren els avantatges que Catalunya esdevingui un estat independent.
La bandera independentista catalana és principalment l'estelada, encara que també es fa servir la bandera de Catalunya.

## Història

### Inicis
Els primers antecedents històrics de l'independentisme polític català, són incerts, des de l'abolició de les Constitucions catalanes, amb els Decrets de Nova Planta, després de la Guerra de Successió, hi hagué diversos moviments populars que reivindicaren, de forma més o menys explícita, una república catalana en els diversos alçaments que sacsejarien Catalunya al llarg del segle xix.
La primera entitat catalana que incloïa específicament com a objectiu la lluita per la independència fou el Grop Nacionalista Radical, fundat a Santiago de Cuba el 10 d'octubre de 1908. L'independentisme o separatisme català nasqué com a moviment polític modern clarament al final de la primera dècada del segle xx, inspirat pel republicanisme irlandès, que captava l'atenció internacional des de l'alçament de Pasqua de 1916 i la seva lluita contra l'imperi britànic. En aquest clima havien aparegut les primeres publicacions independentistes catalanes, l'any 1918. I els primers partits polítics independentistes. Des del principi del segle s'havien anat formant, a redós de la Unió Catalanista els primers moviments de tendències separatistes que confluirien en la creació de la Federació Democràtica Nacionalista (1919) i d'on sorgiria el que seria el primer grup que es declararia separatista: Estat Català, dirigit per Francesc Macià, un grup que en el primer temps emprengué activitats armades. La FDN tindria una vida efímera i, molt aviat, Estat Català esdevindria una organització política (1922) que comptarà amb una branca militar, la suborganització Bandera Negra (1926). La dictadura de Primo de Rivera, amb una ferotge repressió alhora contra les organitzacions catalanistes, inclòs l'incipient independentisme; i contra el moviment obrer, contribuïren a acostar-los. Dirigents obrers com Salvador Seguí ja s'havien mostrat favorables a la independència de Catalunya.

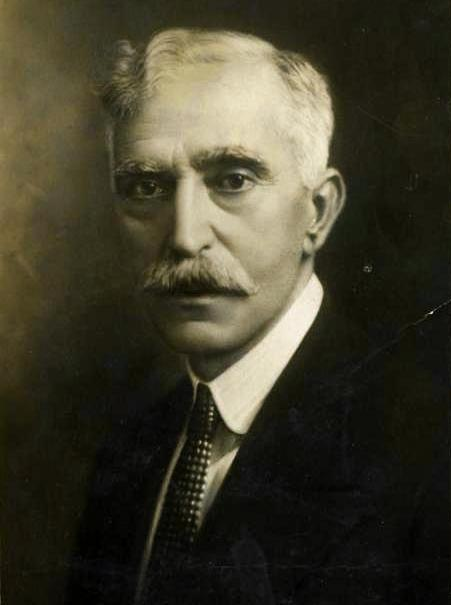
El president i restaurador de la Generalitat, Francesc Macià

L'any 1926 tindrien lloc els Fets de Prats de Molló, en què Francesc Macià encapçalà un intent fallit d'impulsar una insurrecció armada independentista, per la qual arribà a una aliança amb el sindicalisme de la CNT i les forces obreres per a convocar una vaga general. El fracàs militar però, es convertí en un èxit de propaganda, i el judici a Macià aconseguí donar un gran ressò a la reivindicació d'independència tant a dins del país com a escala internacional, i convertí Macià en una icona popular. Un cop a l'exili, Macià fundaria a Cuba el Partit Separatista Revolucionari de Catalunya, inspirat en el Partit Revolucionari Cubà de José Martí i Máximo Gómez Báez. Un fet clau fou la proclamació de la Constitució de l'Havana, l'any 1928, que posava les bases de la Constitució provisional de la República Catalana. El text de la Constitució de l'Havana tingué una important difusió.
Ja a la dècada dels anys 30 aparegueren altres partits independentistes com Nosaltres Sols! (1931), el Partit Nacionalista Català (1932), o el Partit Català Proletari (1932). L'any 1936 el darrer s'integraria al Partit Socialista Unificat de Catalunya i els dos primers s'integrarien novament a Estat Català. En aquests anys l'independentisme en la pràctica, només actuava en l'àmbit del Principat de Catalunya. El Partit Català Proletari, liderat per Jaume Compte seria el primer precedent, d'independentisme socialista. Amb la caiguda de la Restauració monàrquica (Alfons XIII) i Primo de Rivera, i l'adveniment de la República espanyola (1931), el republicanisme català s'unirà i formarà Esquerra Republicana de Catalunya. També s'hi unirà gran part del "separatisme" liderat per Francesc Macià tot i mantenir certa estructura pròpia (les JEREC). Macià esdevindrà el cap de tot aquest moviment i, després de la proclamació de la República Catalana, s'aconseguirà que Madrid concedeixi autogovern de Catalunya. Macià i, després, Lluís Companys arribaran a presidents de la Generalitat republicana, amb gran suport del poble, però havien hagut de renunciar de fet a un estat independent.

### Franquisme

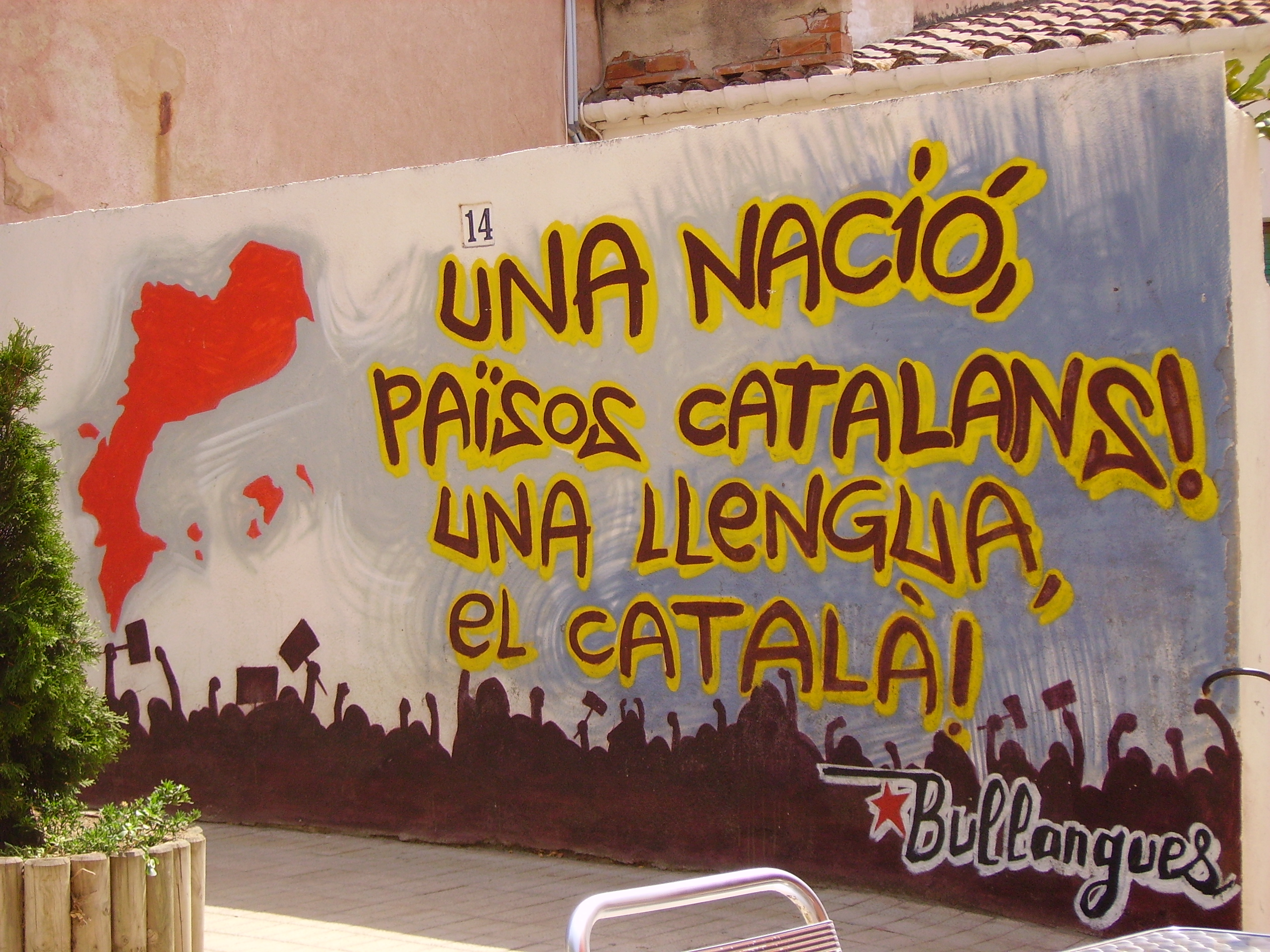
Pintada a Vilassar de Mar.

Després de la Guerra Civil espanyola, el Front Nacional de Catalunya n'esdevé la principal referència. El FNC emprendria una intensa activitat agitativa i de resistència, arribant a col·laborar amb les forces aliades durant la Segona Guerra Mundial amb l'esperança d'obtenir rèdits per a la causa catalana amb la victòria aliada contra el feixisme. La fi de la guerra i el suport de les potències occidentals a Franco en el nou context de guerra freda frustrà aquesta estratègia, però el Front prosseguí les seves activitats al llarg dels següents anys. Fou vers la fi de la dècada de 1960 que, a partir dels sectors univeritaris del Front, i després d'un intens però respectuós debat ideològic al si del FNC, aparegué el Partit Socialista d'Alliberament Nacional, fundat l'any 1968, d'orientació marxista. Amb aquest darrer, s'inicia el naixement de l'independentisme modern que reivindica els Països Catalans, amb un component ideològic d'esquerra: l'Esquerra Independentista.
A partir de la dècada de 1970, l'independentisme s'organitzà en diferents faccions, mentre naixien altres grups, incloses organitzacions armades clandestines com EPOCA o Terra Lliure.

### Transició
El final del franquisme, amb la mort de Franco, a banda de les llibertats de democràcia formal assolides, els canvis que vingueren després amb relació a l'estructura de l'estat, que el discurs oficial ha qualificat de «Transició democràtica», suposaren un procés de reforma pactat entre les direccions dels partits majoritaris, enfront de la Ruptura democràtica que reclamaven inicialment les instàncies antifranquistes com l'Assemblea de Catalunya, que incloïa entre els seus punts el dret a l'autodeterminació. Així, des del punt de vista de l'independentisme en realitat el procés reforçà el pilar fonamental de la unitat indissoluble de la «nación española», i posava l'exèrcit espanyol com a garant d'aquesta unitat, principis consagrats en els primers articles de la constitució espanyola de 1978. En aquest marc, per a l'independentisme les autonomies catalanes quedaren com a entitats subalternes sense poder polític propi efectiu. L'esquerra independentista denuncià aleshores el que això significava, quedant-se sola en la denúncia del règim autonòmic. Durant 16 anys, de 1979 a 1995, desenvolupà una estratègia de propaganda armada que permeté l'aparició d'un incipient moviment social i polític que aconseguí estendre socialment, per primera vegada en la història de forma massiva, les posicions explícitament independentistes.
A la dècada de 1980, la creació del Moviment de Defensa de la Terra aglutinà majoritàriament l'independentisme polític, fins que al final d'aquesta dècada es dividiria en diferents faccions, i l'any 1992 rebria una important sotragada repressiva. Mentrestant altres moviments com la Crida a la Solidaritat i, a principi de la dècada de 1990, partits com Esquerra Republicana de Catalunya, evolucionaren cap a posicions independentistes. És a principis de la dècada dels 90 que Terra Lliure s'autodissol, tot i que un altre grup armat, els Escamots Autònoms d'Alliberament va actuar el 1994.

### El procés d'independència al segle XXI

Suport electoral dels partits nacionalistes a Espanya

El fracàs de la Estatut d'Autonomia de Catalunya de 2006 que impulsà el president de la Generalitat, Pasqual Maragall respecte els seus objectius, que pretenia obrir una pagina nova, positiva i constructiva, tant de la historia de Catalunya como de la historia d'Espanya, obrí la porta al creixement del sobiranisme català i el Procés independentista català. La manifestació independentista del 7 de març de 2009 a Brussel·les, promoguda per la plataforma Deu Mil a Brussel·les per l'Autodeterminació i amb el lema We want a Catalan State, va suposar un punt d'inflexió de l'independentisme català i va permetre la visualització de les reclamacions independentistes catalanes a escala internacional.
El 13 de setembre del 2009 es va fer una consulta sobre la independència de Catalunya a Arenys de Munt. El sí que es va imposar amb un 96,2% sobre un 41% de la participació. Basant-se en aquest èxit es va iniciar un procés semblant, havent organitzat a hores d'ara moltes més consultes sobre la independència. Aquest ha estat un moviment cívic que ha recollit al voltant de 600.000 vots favorables a la independència, havent permès votar a la meitat de la població catalana. Tot aquest moviment social es veu reflectit en les diferents enquestes que s'elaboren, on s'assenyala una tendència creixent dels partidaris de la independència, enfront dels defensors de la dependència. Aquest gràfic que es mostra prové dels resultats de les enquestes que realitza periòdicament el Centre d'Estudis d'Opinió, organisme dependent de la Generalitat.
El 14 de desembre de 2011 a Vic es va crear l'Associació de Municipis per la Independència una organització que agrupa diferents entitats locals per tal de defensar l'assoliment dels drets nacionals de Catalunya amb l'objectiu de promoure l'exercici del dret a l'autodeterminació.

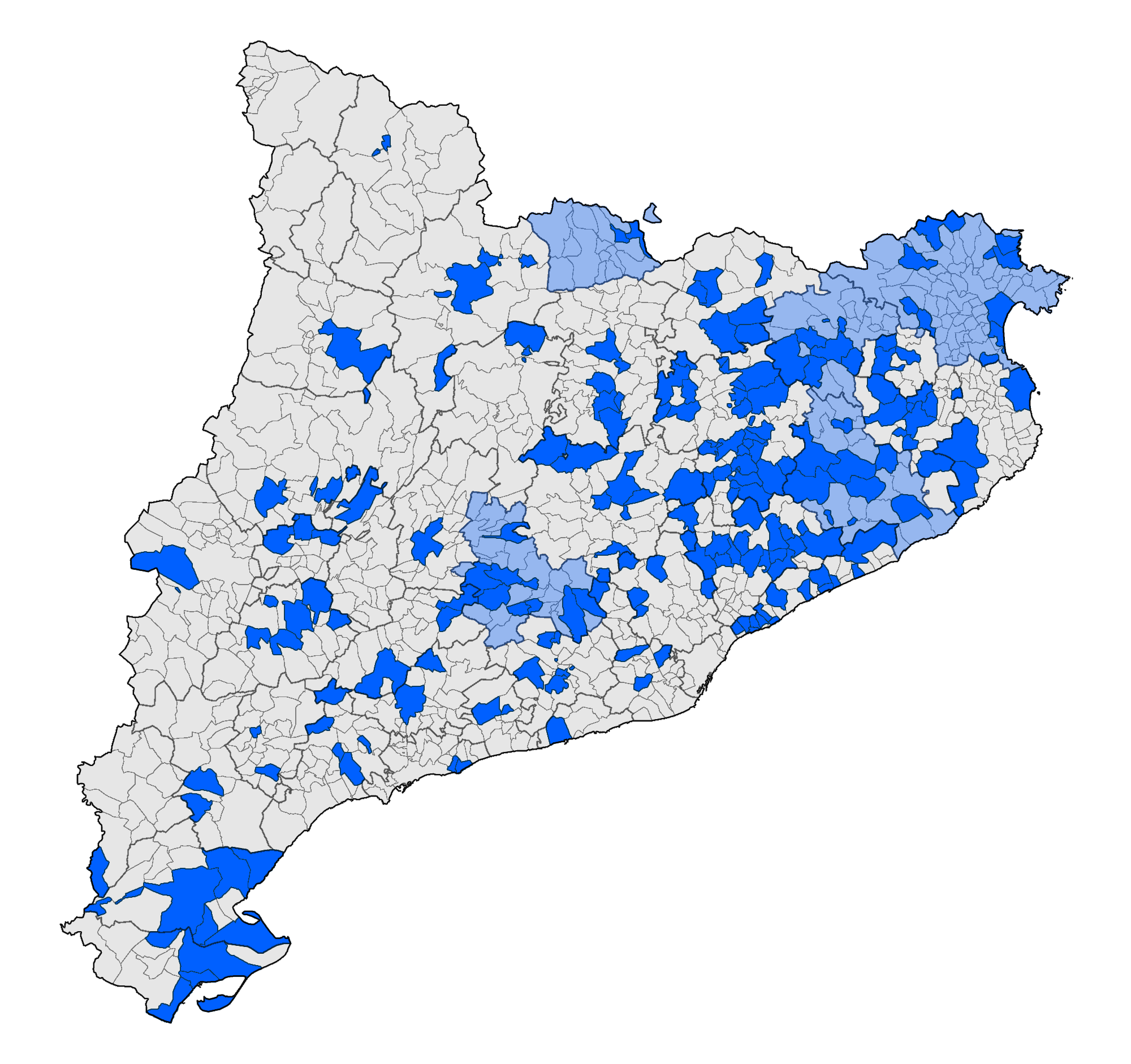
Mapa dels municipis (blau fosc) i les comarques (blau clar) catalans que s'han declarat Territori català lliure.

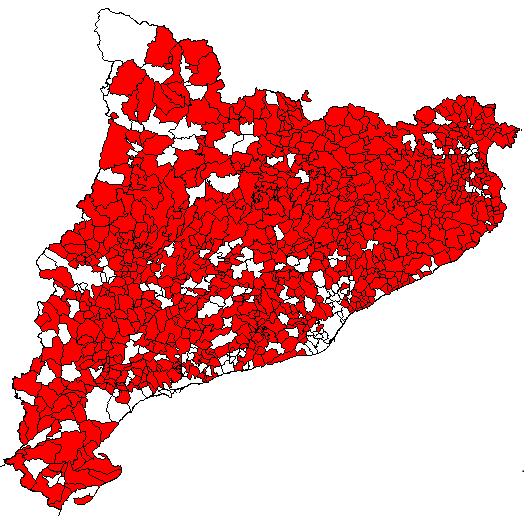
Municipis adherits a l'Associació de Municipis per la Independència.

Resultats de les eleccions al Parlament de Catalunya de 2012

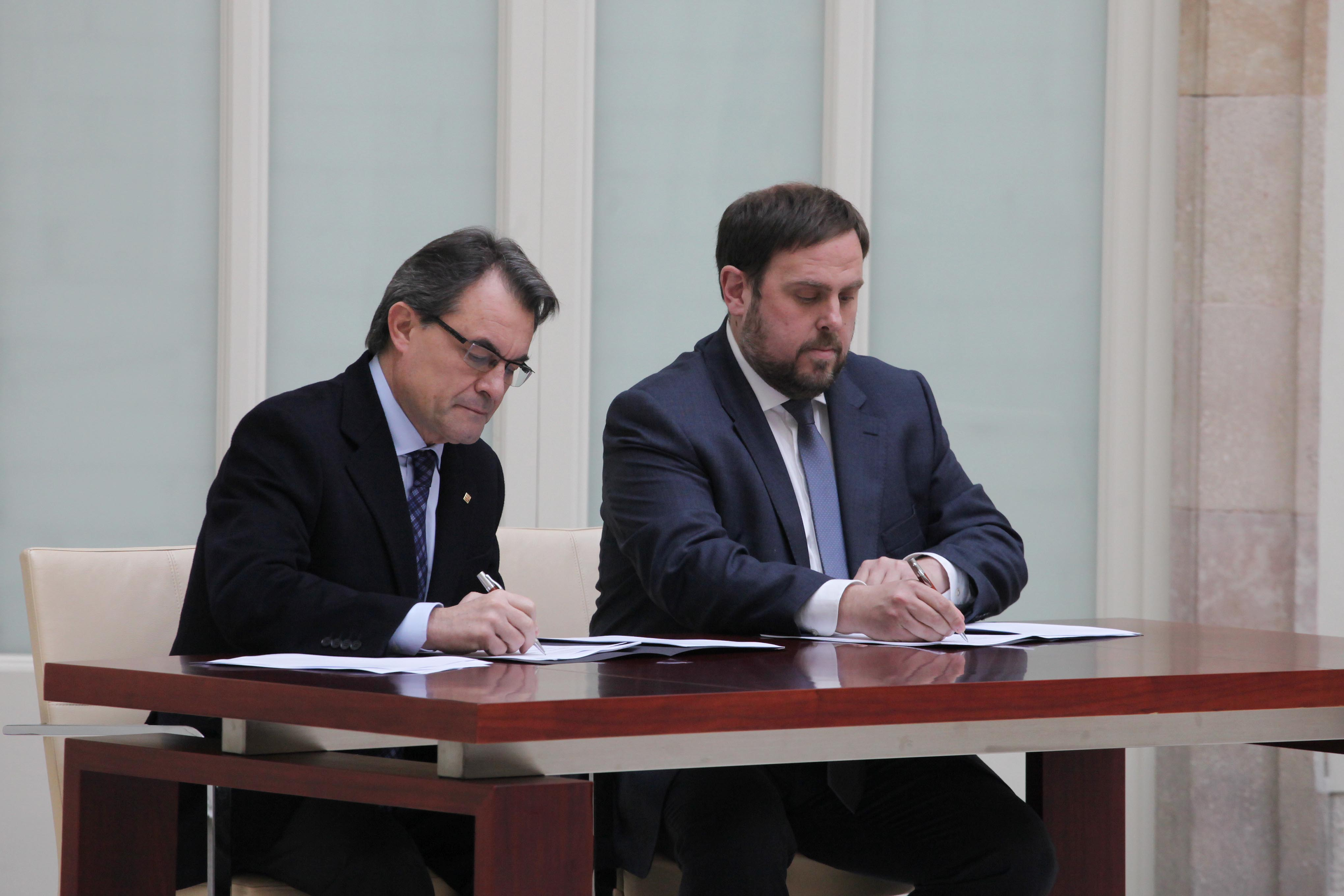
El President de la Generalitat Artur Mas i el Cap de l'oposició Oriol Junqueras, signant el pacte de governabilitat 2012-2016 el dia 19 de desembre del 2012

Des del 3 de setembre de 2012, diversos municipis de Catalunya s'han proclamat Territori Català Lliure a partir d'una moció aprovada pel ple de l'ajuntament corresponent. La Manifestació "Catalunya, nou estat d'Europa" va tenir lloc a Barcelona l'11 de setembre durant la Diada Nacional de Catalunya de l'any 2012. Fou organitzada per l'Assemblea Nacional Catalana, la presidenta de la qual, Carme Forcadell, va dir que "el 12 de setembre, el Govern haurà de començar a treballar per la independència de Catalunya". El 18 de desembre de 2012 es va acordar que la consulta sobre la independència de Catalunya se celebrés durant el 2014, segons el Pacte per la Llibertat, un acord de governabilitat ratificat per Artur Mas per part de Convergència i Unió i Oriol Junqueras per part d'Esquerra Republicana de Catalunya.

Resultat de la votació de la Declaració de Sobirania.

El 23 de gener de 2013 es va aprovar al Parlament de Catalunya la Declaració de sobirania i del dret a decidir del poble de Catalunya que va ser una resolució amb la qual es va acordar iniciar el procés cap al dret a decidir, amb 85 vots a favor, 41 en contra i dues abstencions.
El 12 de febrer de 2013 es va crear el Consell Assessor per a la Transició Nacional (CATN) que és un òrgan creat per la Generalitat de Catalunya el 2013, segons Decret 113/2013, de 12 de febrer, per tal d'assessorar la Generalitat en el procés de transició nacional de Catalunya i l'assoliment d'un referèndum sobre a independència de Catalunya.

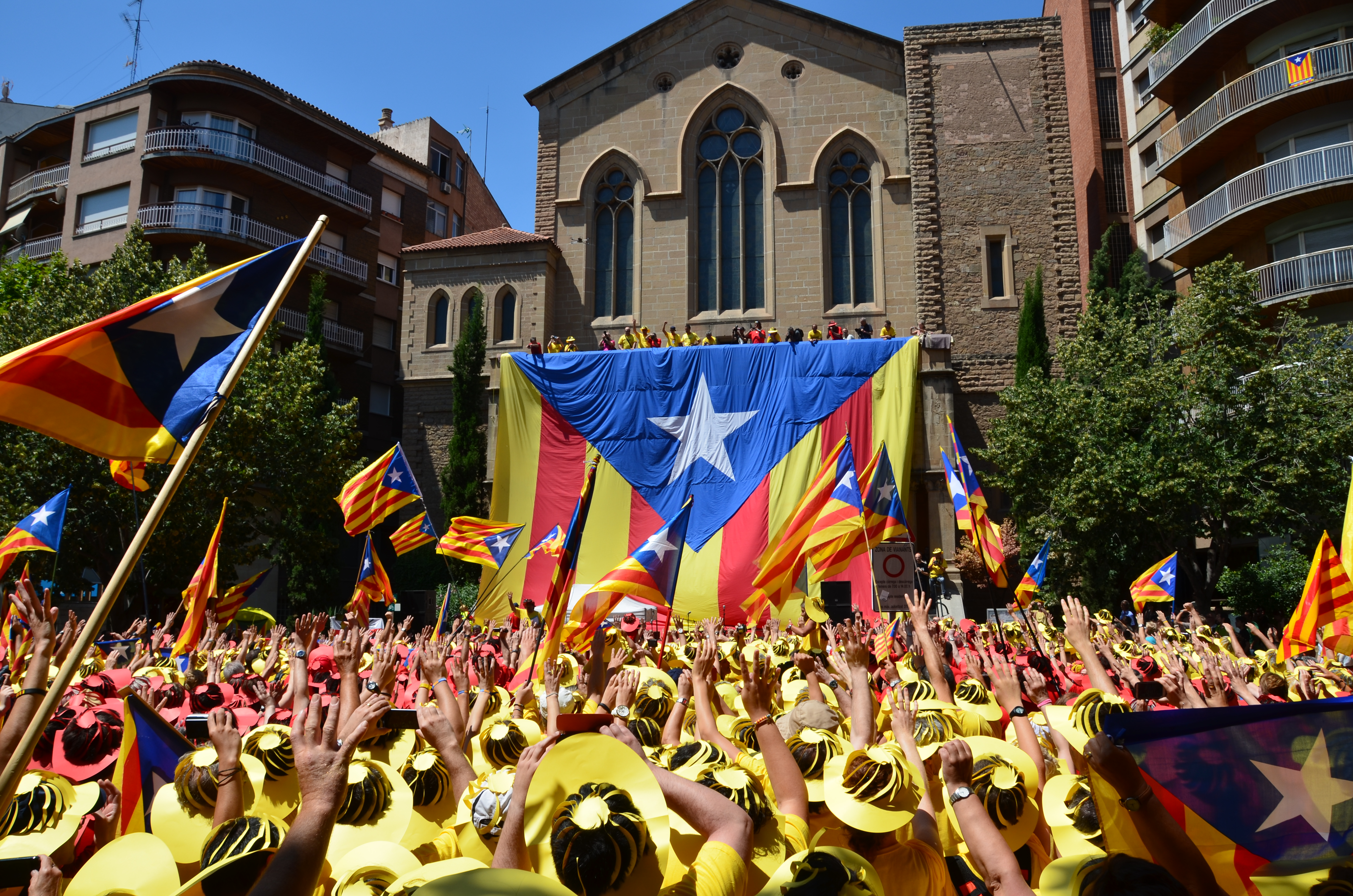
Estelada humana a la plaça de Crist Rei de Manresa el 7 de juliol de 2013

El 19 de març de 2013 la Llei de consultes de Catalunya es va admetre a tràmit amb el suport de CiU, ERC, PSC, ICV-EUiA i la CUP. Es tramitarà per la via d'urgència per tal de ser aprovada al ple de l'octubre de 2013.
El 26 de juny de 2013 a l'auditori del Parlament de Catalunya es va fer la reunió constitutiva del Pacte Nacional pel Dret a Decidir en el qual hi participaren una quarantena d'entitats formades per la societat civil, les institucions més representatives del país, el món local i les forces polítiques. pactant a favor del procés de l'exercici del dret a decidir i de la celebració d'una consulta sobre el futur polític de Catalunya.
El 26 de juliol de 2013, Artur Mas, President de la Generalitat de Catalunya, envia a Mariano Rajoy, President del Govern d'Espanya, una carta reclamant pactar la consulta sobre la independència de Catalunya.

Recorregut de la cadena humana.

L'Onze de Setembre de 2013, fent coincidir amb la Diada Nacional de Catalunya, es va fer la Via Catalana cap a la Independència, que va ser una cadena humana d'uns quatre cents quilòmetres a Catalunya proposada per l'Assemblea Nacional Catalana (ANC) amb l'objectiu de reivindicar la independència de Catalunya. Va comptar amb el suport de les catorze entitats no governamentals que col·laboren a la iniciativa El Clauer. Va seguir el traçat de l'antiga Via Augusta, des del Pertús (Vallespir) fins a Alcanar (Montsià). Segons Carme Forcadell, presidenta de l'ANC, va ser «un símbol, el símbol de la unitat del poble català per assolir la sobirania nacional». En total, 1.600.000 manifestants van participar en la Via Catalana, 500.000 dels quals van ocupar els carrers de la ciutat de Barcelona, segons el Departament d'Interior de la Generalitat de Catalunya.
El 12 de desembre de 2013 es va anunciar la convocatòria per la consulta sobre la independència de Catalunya, una consulta que s'havia de celebrar el 9 de novembre de 2014. La sol·licitud del Parlament de Catalunya al Congrés dels Diputats del Regne d'Espanya per tal que fos transferida la competència de convocar el referèndum al Govern de Catalunya va ser refusada. Aquesta negació, a manca d'una llei de consultes de Catalunya, en tràmit parlamentari, que desenvolupi la competència per convocar consultes, esgota de fet la via legal, tot segons les lleis del Govern d'Espanya, per a convocar-lo.
El 16 de gener de 2014 es va aprovar al Parlament amb 84 vots a favor, 3 abstencions i 43 vots en contra una petició dirigida al Congrés dels Diputats d'Espanya perquè la Generalitat de Catalunya pogués celebrar el referèndum sobre la independència. Tres mesos després, aquesta proposició de llei orgànica que demanava convocar un referèndum consultiu sobre el futur polític i col·lectiu de Catalunya, aprovada pel Parlament, va arribar al Congrés, on va ser àmpliament rebutjada per 229 vots en contra (PP, PSOE, UPyD, UPN i Foro Asturias), 47 vots a favor (CiU, IU, ICV-EUiA, CHA, PNB, Amaiur, ERC, BNG, Nueva Canarias, Compromís i Geroa Bai) i una abstenció (Coalició Canària).
Malgrat la rotunda negativa per part del govern d'Espanya, el President de la Generalitat Artur Mas va assegurar que el procés continuaria endavant d'acord amb la voluntat del poble de Catalunya i amb el treball sobre la llei de consultes populars no referendàries i participació ciutadana, emparada per l'article 122 de l'Estatut d'Autonomia.
Durant la Diada Nacional de Catalunya de 2014 l'Assemblea Nacional Catalana i Òmnium Cultural van organitzar una concentració a l'avinguda Diagonal i la Gran Via de les Corts Catalanes de Barcelona, formant una «V», per reivindicar la celebració de la consulta sobre la independència de Catalunya i la independència de Catalunya.
La llei de consultes populars no referendàries i d'altres formes de participació ciutadana va ésser aprovada pel Parlament el 19 de setembre amb els vots a favor de CiU, ERC, PSC, ICV-EUiA i CUP que sumen el 79% del Parlament de Catalunya i els vots en contra de PP i C's. El dia 27 de setembre, el president Mas signà el decret de convocatòria de la consulta.
Tanmateix, el 29 de setembre el Govern d'Espanya aprovà, en un consell extraordinari, i presentà els recursos d'inconstitucionalitat amb relació a alguns articles de la llei de consultes i contra el decret de convocatòria de la consulta. Els dictàmens d'aquests recursos foren elaborats i aprovats per unanimitat pel Consell d'Estat d'Espanya, òrgan presidit per José Manuel Romay Beccaría. El Tribunal Constitucional d'Espanya es reuní de forma extraordinària (per primera vegada en la història) el mateix 29 de setembre, després de la convocatòria feta pel seu president Francisco Pérez de los Cobos, i admeté a tràmit els recursos presentats pel Govern, cosa que implicava que tant els preceptes recorreguts de la llei com el decret quedessin automàticament suspesos de forma cautelar durant cinc mesos.
Davant d'aquest fet, i després de diverses reunions amb els partits que donaven suport a la consulta popular, el president Mas decidí, el 14 d'octubre, substituir aquesta consulta popular no referendària per un procés de participació ciutadana organitzat per la Generalitat de Catalunya, que incloïa una consulta amb la mateixa pregunta i que es duria a terme el mateix dia. La consulta va acabar sent suspesa el 4 de novembre pel Tribunal Constitucional a instàncies del Govern espanyol. Tanmateix, el Govern de Catalunya en va mantenir la convocatòria.
El 25 de novembre, el President Artur Mas va proposar la creació d'una llista combinada de partits polítics, societat civil i professionals (experts reconeguts) a favor del sí per les eleccions que va reeixir, en bona part, amb l'anunci el 14 de gener de 2015 d'una entesa amb ERC i altres entitats sobiranistes per convocar eleccions pel 27 de setembre de 2015.
Uns mesos després, al juliol del 2015, CDC, ERC i les entitats independentistes ANC i Òmnium es van posar d'acord per a fer una llista independentista per a pròximes eleccions al Parlament del setembre. Aquesta candidatura va incloure la majoria de partits, associacions i moviments a favor de la independència, i fou anomenada Junts pel Sí. El cap de llista va ser Raül Romeva, seguit de Carme Forcadell, Muriel Casals, Artur Mas i Oriol Junqueras, però malgrat no ser cap de llista, Mas seria el candidat a la Presidència, fet que va ser criticat diverses vegades per la resta de partits del Parlament. La Candidatura d'Unitat Popular no va voler entrar en aquesta llista, i van decidir presentar-se sols. Les forces partidàries de la independència van plantejar aquests comicis com a plebiscitaris, és a dir, substitutius del referèndum que no s'havia pogut celebrar. Malgrat que no van assolir la majoria de vots, sí van aconseguir la majoria parlamentària, amb la qual van aprovar al Parlament la Declaració d'inici del procés d'independència de Catalunya i es va formar un govern independentista.
A les Eleccions al Parlament de Catalunya de 2015, tres formacions amb representació parlamentària amb vocació clarament independentista obtingueren la majoria de la representació, Junts per Catalunya (JxCat), coalició formada pel Partit Demòcrata Europeu Català i Convergència Democràtica de Catalunya i de tendència centrista, Esquerra Republicana de Catalunya (ERC), amb postulats social-demòcrates, i la Candidatura d'Unitat Popular (CUP), d'ideologia socialista i partidària de la radicalitat democràtica. Junts pel Sí va obtenir 62 diputats al Parlament, 21 dels quals d'ERC, 29 del PDECAT i la resta independents, i la CUP, que amb el nom de CUP-Alternativa d'Esquerres es presentava el 2015 per segona vegada al Parlament de Catalunya, disposa de 10 diputats al Parlament de Catalunya. Per tant, sumant els 62 diputats de Junts pel Sí i els 10 de la CUP, l'independentisme obté per primera vegada des de la restauració de la democràcia la majoria absoluta en escons al Parlament.Solidaritat Catalana per la Independència (SI), de caràcter transversal, va tenir-hi representació del 2010 al 2012.
A les Eleccions al Parlament de Catalunya de 2017, la candidatura de Ciutadans fou la primera força en escons i en vots per primera vegada en la seva història, en unes eleccions amb una participació rècord de quasi el 79,04% del cens. Tanmateix, el bloc sobiranista format per Junts per Catalunya, Esquerra Republicana de Catalunya i la Candidatura d'Unitat Popular va renovar la majoria parlamentària amb un total de 70 diputats i va augmentar en nombre de vots. El Parlament de Catalunya va aprovar la Llei del referèndum d'autodeterminació de Catalunya i la Llei de transitorietat jurídica i fundacional de la República el setembre del 2017 per tal de garantir la seguretat jurídica, la successió ordenada de les administracions i la continuïtat dels serveis públics en cas d'independència, celebrant-se el referèndum sobre la independència l'u d'octubre de 2017 i la posterior repressió de l'estat espanyol, amb el judici, empresonament i exili dels líders polítics, la intervenció de la Generalitat mitjançant l'aplicació de l'article 155 i la Generalitat intervinguda, que finalment es recuperà.
Les Eleccions al Parlament de Catalunya de 2021 es van convocar quan es va exhaurir el termini legal en el qual el Parlament de Catalunya va ser incapaç de nomenar un nou president de la Generalitat després de la inhabilitació de Joaquim Torra i Pla, i van suposar per primer cop l'opció majoritària en vots i escons.

## Conjuntures d'independència o de segregació d'Espanya o França
- 988: Borrell II nega el vassallatge dels comtats catalans al rei francès Hug Capet.[62]
- 1641: Els Braços Generals presidits per Pau Claris proclamaren la república catalana el 17 de gener
- 1641-1652: El 23 de gener de 1641 els Braços Generals presidits per Pau Claris proclamaren Lluís XIII de França com a comte de Barcelona, posant el principat de Catalunya sota administració francesa. A la mort de Lluís XIII el 1643 ho fou Lluís XIV (el Rei Sol) fins al 1652, reincorporada novament a la Monarquia Hispànica.
- 1712: Proposta de creació d'una República catalana sota la protecció del Regne Unit.[63]
- 1810-1812: Napoleó concedeix la independència a Catalunya sota tutela de França.[64]
- 1812-1814: Catalunya és annexionada a França per Napoleó.
- 1814: Catalunya és reincorporada al Regne d'Espanya de Ferran VII.
- 1873: Es proclama l'Estat català dins de la República federal.
- 14-17 d'abril de 1931: Macià proclama la República catalana.
- 6 d'octubre de 1934: Lluís Companys proclama l'Estat català dins de la República federal espanyola.
- 27 d'octubre de 2017: El Parlament de Catalunya aprova, en votació secreta, la declaració d'independència de Catalunya, que constituïa la República Catalana "com a Estat independent i sobirà, de dret, democràtic i social", després que el president Carles Puigdemont donés l'encàrrec al Parlament per procedir en l'aplicació de l'article 155 de la Constitució Espanyola

## Suport social

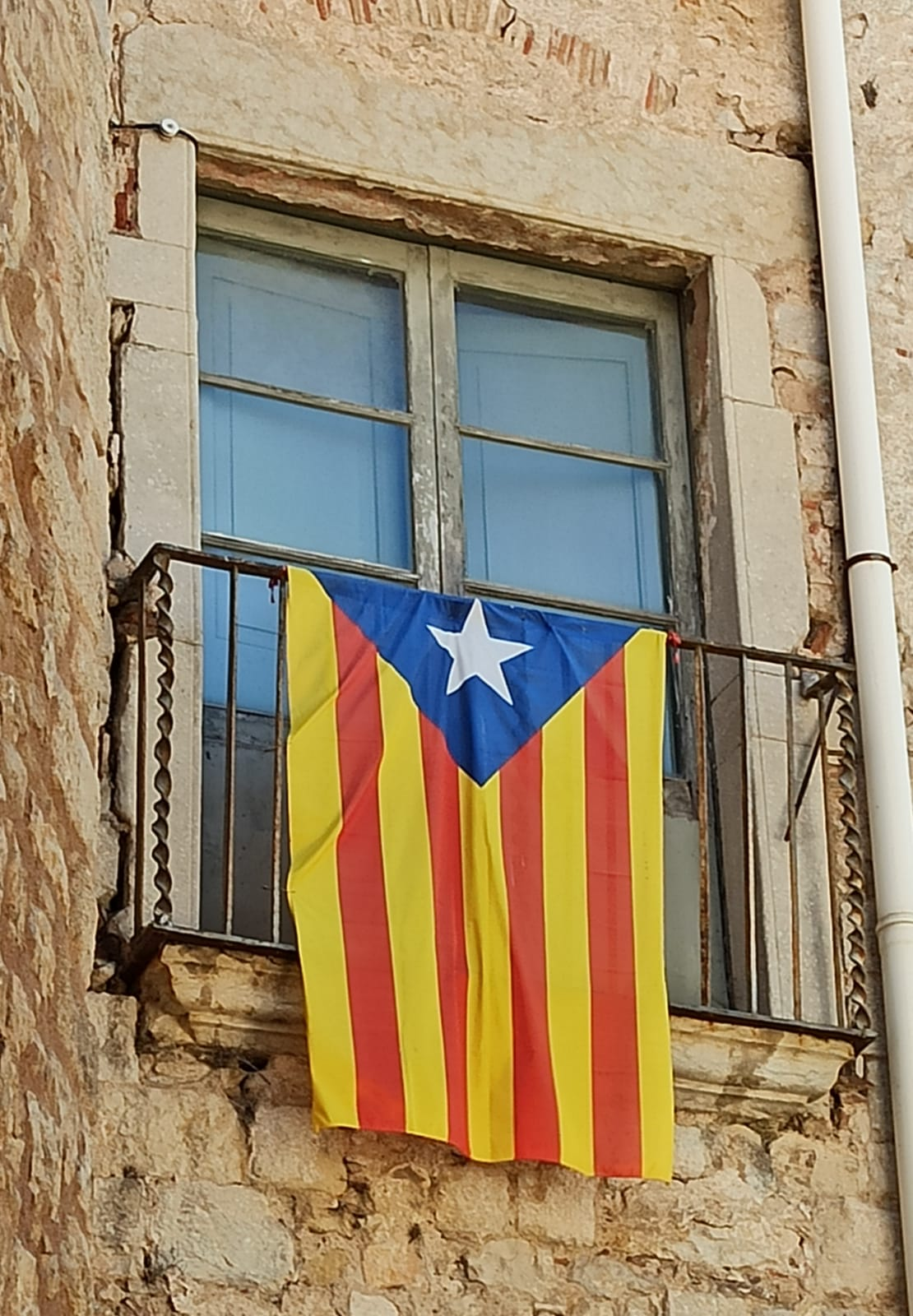
La bandera estelada penjada a un balcó.

El suport a la independència de Catalunya ha variat durant el segle XXI. Des de la dècada de 1990 el suport a la independència es manté estable al voltant del 16% mentre que la població optava majoritàriament per mantenir l'estatus com a comunitat autònoma, fins que creix en 2009 i 2010 fins al 20% i des d'aquell moment va creixent fins al màxim el febrer de 2013, amb un 41,6% de la població. i el suport dels favorables i els contraris a la independència es manté en percentatges semblants, superiors al 40% en els dos casos.

## Estudis sobre la independència
Diversos estudis acadèmics analitzen la independència de Catalunya. Entre aquests cal citar:
- "Sense Espanya: balanç econòmic de la independència" de Modest Guinjoan i Xavier Cuadras, professors de la Universitat de Pompeu Fabra.[67]
- "Podem!: Les claus de la viabilitat econòmica de la Catalunya independent" d'Elisenda Paluzie, doctora de la Universitat de Barcelona.
- "12 arguments econòmics per a la independència" de Núria Bosch i Marta Espasa, investigadores i professores de la Universitat de Barcelona.[68]
- "Catalunya Independent en el si de la Unió Europea" d'Antoni Abat, professor de la Universitat Stanford.[69]
- "Economia de Catalunya. Preguntes i respostes sobre l'impacte econòmic de la independència" editat pel Col·legi d'Economistes de Catalunya.[70]
- "L'ampliació interna de la Unió Europea" de Jordi Matas, Alfonso González, Jordi Jaria i Laura Román, professors de dret de la Universitat de Barcelona i la Universitat Rovira i Virgili.[71]
- "The Battle for secession: Catalonia versus Spain" de Joan Barceló-Soler, investigador de la Universitat de Nova York.[72]
- "Independence in Europe: Secession, Sovereignty, and the European Union" de Christopher K. Connolly, doctor en dret internacional i assistent del fiscal federal a Nova York.[73]
- "The Political Economy of Secession in the European Union" de Roland Vaubel, professor d'economia a la Universitat de Manheim i membre del consell assessor del Ministeri d'Economia i Tecnologia alemany.[74]
- "The Success of Small Countries", de Credit Suisse Research Institute.[75]
- "Scenarios of Macro-economic Development for Catalonia on Horizon 2030", del Centre d'Estudis i Documentació Internacionals a Barcelona.[76]
- "Conseqüències econòmiques d'un estat propi a Catalunya", de la Cambra Comerç de Barcelona.[77]

## Arguments
Els arguments que sostenen la creació d'un estat català independent són diversos i inclouen factors tant culturals i lingüístics, com de caràcter polític, com també factors econòmics i de benestar social.

### Cultura
Quant als primers, la independència permetria preservar la cultura catalana, històricament menystinguda pels estats espanyol i francès. Aquest desdeny ha cristal·litzat en una minorització de la llengua catalana i en l'aplicació d'un uniformisme lingüístic. L'estat català permetria preservar l'educació en català, estendre el seu ús en àmbits com ara l'administració judicial o l'etiquetatge, així com assolir el reconeixement com a llengua oficial de la Unió Europea, entre d'altres.

### Política
L'argument polític considera que amb la creació d'un estat independent, la Generalitat de Catalunya tindria sobirania política per decidir les polítiques més adequades i en conseqüència aprovar les lleis més ajustades a les necessitats del poble català. Aquest argument sorgeix de les limitacions d'autogovern que té la Catalunya que actualment forma part del Regne d'Espanya. En aquest sentit, el cas més paradigmàtic és el de l'Estatut d'Autonomia de Catalunya de 2006.

### Economia
D'altra banda, l'argument econòmic es basa en el fet que una Catalunya independent disposaria de sobirania fiscal i, per tant, tindria la capacitat per administrar els seus imposts i decidir quines són les millors inversions en tots els àmbits. Al mateix temps, això permetria aturar el dèficit fiscal existent, que es calcula que representa pel cap baix entre el 5 i el 9% del PIB de Catalunya.
Un estat català seria viable econòmicament i tindria superàvit a llarg termini. L'estat català disposaria d'un marge d'actuació equivalent al superàvit estructural que el conjunt del sector públic obté actualment a Catalunya dins del Regne d'Espanya –minorat per les despeses associades al nou estat– que podria utilitzar per reduir impostos, augmentar les despeses o una combinació d'ambdues mesures.

### Benestar social
Una Catalunya independent seria capaç de fer front a les pensions i les prestacions d'atur. Si el país gaudís d'una Seguretat Social pròpia, entre 1995 i el 2010 hauria acumulat un excedent de 24.774 milions d'euros, si no fos perquè Catalunya aporta el 19,2% de les cotitzacions socials del Regne d'Espanya i només rep el 17,3% de les prestacions, segons càlculs del Departament d'Economia de la Generalitat.
Finalment, una Catalunya independent permetria assegurar un major benestar social per a la seva ciutadania. Per exemple, una Catalunya lliure tindria un índex de desenvolupament humà (IDH) superior a França, Finlàndia, Espanya i Itàlia.

## Referèndums i consultes populars sobre la independència

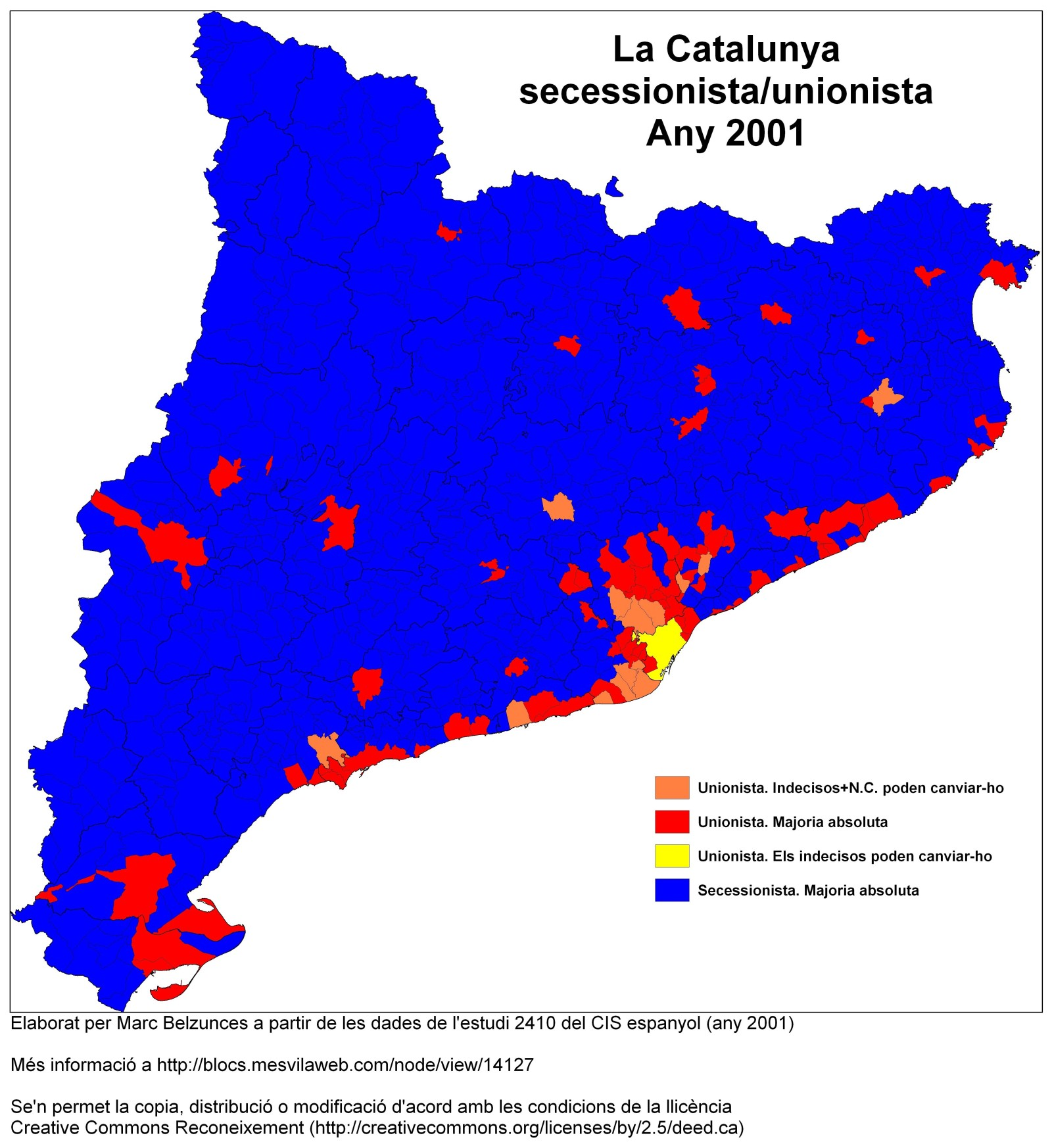
Mapa del Principat de Catalunya mostrant el suport/rebuig a la independència, segons dades del CIS espanyol de l'any 2001.

### Consultes populars
Aquests són les consultes populars sobre la independència que s'han dut a terme a Catalunya:
- 13 de setembre del 2009: a Arenys de Munt té lloc la primera consulta popular democràtica sobre la independència de Catalunya. Hi vota el 41,0% dels majors de 16 anys residents a la població. El Sí guanya amb un 96,2% dels vots i el No obté un 2,3% dels vots, amb un 1,1% de vots en blanc.
- 13 de desembre del 2009: 169 municipis van fer de forma coordinada una consulta popular
- 28 de febrer de 2010: 80 municipis, i altres ciutats de fora de Catalunya, van fer una consulta popular
- 24 i 25 d'abril de 2010: 214 municipis, i altres ciutats de fora de Catalunya, van fer una consulta popular
- 30 de maig de 2010: Sabadell fa una consulta sobiranista popular
- 20 de juny de 2010: 48 municipis van fer una consulta popular
- 12 d'octubre de 2010 està prevista una consulta popular l'Ametlla de Mar.
- 23 de gener de 2011: Terrassa va fer una consulta popular.
- 10 d'abril del 2011: consulta popular a Barcelona.

### Consulta sobre la independència
La consulta sobre la independència de Catalunya se celebrà el 9 de novembre de 2014, segons un acord de governabilitat ratificat per Artur Mas per part de Convergència i Unió i Oriol Junqueras per part d'Esquerra Republicana de Catalunya el 18 de desembre de 2012. El sí guanyà per una àmplia majoria.

### Referèndum de 2017
El Referèndum sobre la independència de Catalunya de 2017, fou organitzat pel Govern de Catalunya, format després d'unes eleccions en les quals els partidaris del referèndum van obtenir la majoria en el Parlament de Catalunya. Tanmateix, el Govern d'Espanya s'hi oposà, d'acord amb les lleis i la Constitució del país en aquell moment. La seva convocatòria va ser oficialment suspesa pel Tribunal Constitucional d'Espanya l'endemà de l'aprovació, però el Govern català continuà la seva organització, basant-se en la Llei del referèndum d'autodeterminació de Catalunya, aprovada el 6 de setembre de 2017, el referèndum es convocà enmig d'un xoc de legalitats vigents. Més de dos milions de persones van votar i es van produir escenes de forta violència física per part dels cossos i forces de seguretat de l'Estat

## Els moviments independentistes radicals: Terra Lliure

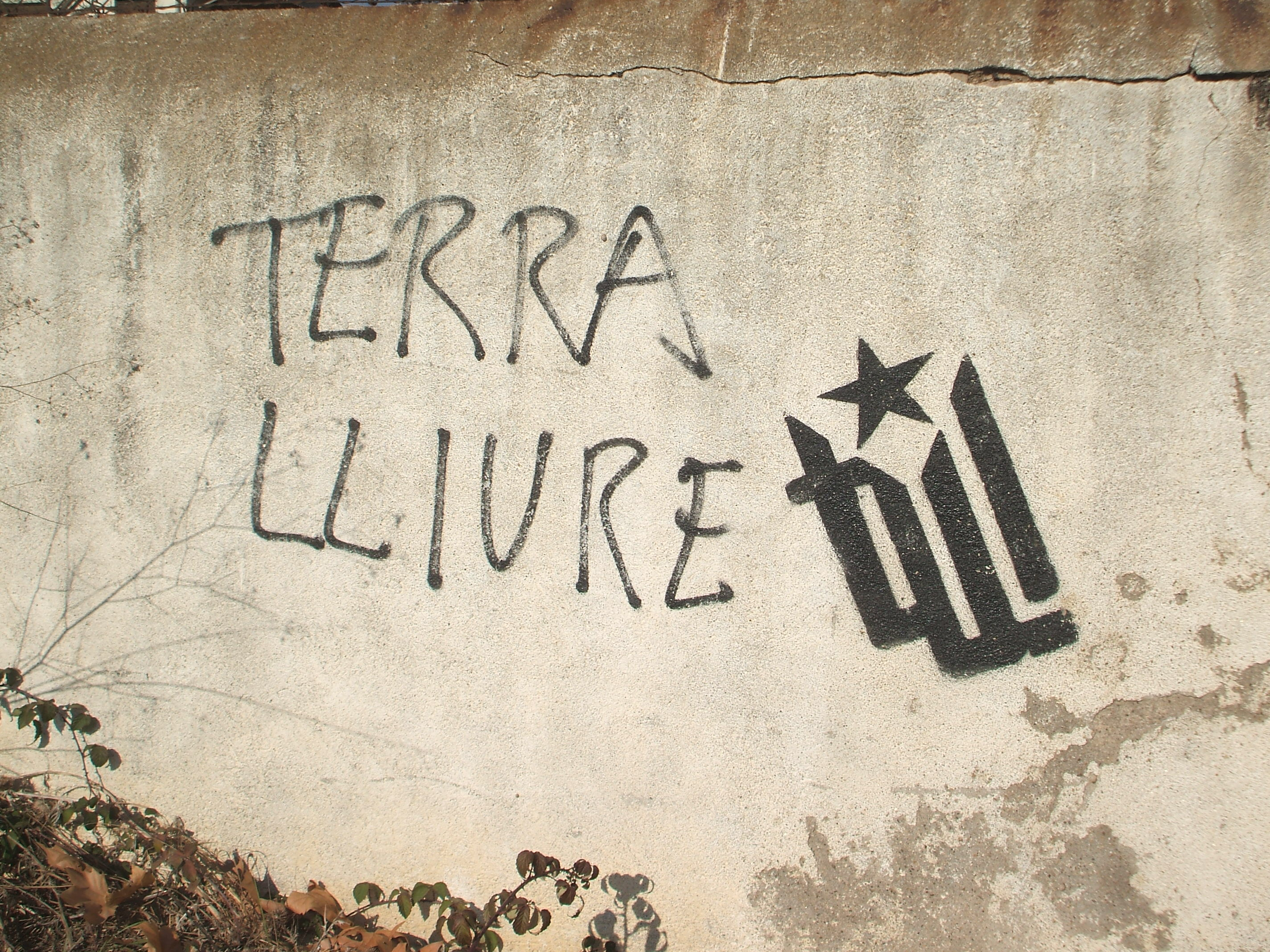
Pintada de suport a Terra Lliure.

Terra Lliure fou una organització armada independentista catalana, fundada el 1978 i que es va donar a conèixer oficialment al Camp Nou de Barcelona el 23 de juny de 1981, en el marc de la campanya «Som una Nació». La justícia i les forces de seguretat de l'Estat espanyol i l'Associació Catalana de Víctimes d'Organitzacions Terroristes consideraven el grup com un «banda terrorista» i que va arribar a assassinar una persona en un dels seus atemptats. L'organització armada TLL (Terra Lliure) fou creada l'any 1979, tot i que no publicà la seva primera proclama fins al 24 de juny de 1981, en l'anomenada Crida de Terra Lliure, un document fet públic durant l'acte multitudinari que organitza la Crida a la Solidaritat en Defensa de la Llengua, la Cultura i la Nació Catalanes al Camp Nou (Estadi del FC Barcelona), i que es distribuí de manera massiva entre els assistents, tot i que ja al mes de maig un escamot havia actuat contra Federico Jiménez Losantos. En aquesta declaració de principis ja s'esmenta la defensa de la terra, de la llengua, de la sobirania nacional, dels interessos com a treballadors i contra l'espanyolització de la societat catalana. Aquestes bases de l'organització armada acaben essent subscrites amb els crits Independència o mort! Visca la lluita armada! Una sola nació, Països Catalans!.
Durant la seva desintegració, Esquerra Republicana de Catalunya, liderada per Àngel Colom, estava centrada en l'intent d'aglutinar tot el moviment independentista en un projecte únic i integrat dins la institucionalitat i la pràctica política convencional. Colom i el seu entorn, van provar de convèncer un dels líders històrics de l'organització, Pere Bascompte, d'abandonar la lluita armada i afegir-se a aquesta unió independentista que pretenia ser ERC. Bascompte, que encapçalava el sector Terra Lliure IV Assemblea va decidir acceptar.
El juny de 1991 es va publicar a la revista Alerta de la IV Assemblea un document titulat Davant el procés d'unitat europea, l'opció democràtica cap a la independència, elaborat pel sector de Pere Bascompte. Es proposava adequat a la nova realitat les estratègies per aconseguir uns objectius polítics als quals no renunciava a priori. Aquestes anàlisis produïdes a través de reflexions dins el sector IV Assemblea, més dues ràpides trobades amb la direcció d'Esquerra Republicana de Catalunya, portarien a la conferència de premsa conjunta on s'anunciava la treva indefinida de Terra Lliure. Aquest anunci va provocar les acusacions per part del sector MDT-PIC i de part del sector MDT-Front Patriòtic de parlar en nom de tot Terra Lliure, sabent que aquesta estava dividida, i que un dels sectors era contrari a la integració a ERC.
Terra Lliure IV Assemblea va autodissoldre's el 1991, fet que Àngel Colom s'apuntaria com un èxit polític. La dissolució formal de Terra Lliure III Assemblea fou feta pública el dia 11 de setembre de 1995, la Diada Nacional de Catalunya.
Finalment, el govern espanyol, encapçalat per Felipe Gonzalez decideix donar l'amnistia a tots els presos de Terra Lliure que no estiguessin involucrats en fets de sang.

## Símbols
D'una banda, la bandera independentista catalana és principalment l'estelada, tot i que també es fan servir la bandera de Catalunya i la Bandera Negra Catalana.
- Estelada romboïdal: primera estelada creada l'any 1908, creada per la Unió Catalanista.
- Estelada amb el triangle blau i l'estel blanc: aquesta va ser la primera estelada que es va dissenyar després de la romboïdal per Vicenç Albert Ballester, a principi del segle xx, i durant mig segle va ser l'únic disseny existent.
- Estelada amb el triangle groc i l'estel roig: Estelada que va utilitzar de 1968 a 1976 el PSAN, el Moviment d'Unificació Marxista, el Bloc Català de Treballadors i des de 1979 fins a la seva dissolució el 1982, el Bloc d'Esquerra d'Alliberament Nacional.

Estelada històrica romboïdal.
Estelada amb el triangle blau i l'estel blanc.
Estelada amb el triangle groc i l'estel roig.

A més a més, és habitual en manifestacions independentistes el crit «in-inde-independència!», inventat per Marcel Casellas i Navinés i enregistrat per primera vegada el 1985 en el disc senzill Visca la Terra del grup Tirant lo Llamp (format per Àlvar Valls, Ignasi Doñate i el mateix Casellas). El disc va ser un encàrrec dels Comitès de Solidaritat amb els Patriotes Catalans i va ser publicat per Floredisc. Aquest crit de reivindicació és quasi amb seguretat el més corejat i el més conegut dels darrers anys en els cercles independentistes.

## Organitzacions i moviments

### Organitzacions civils

Logotip de l'Assemblea Nacional Catalana, organització cívica i social que té per objectiu la independència.

Actualment l'organització civil de caràcter independentista amb més projecció social és l'Assemblea Nacional Catalana constituïda formalment el 2012 i organitzadora de diferents manifestacions, concentracions i mobilitzacions populars i multitudinàries. La seva constitució fou precedida per la creació de diferents organitzacions a favor de l'autodeterminació i la sobirania del poble, com per exemple: la Plataforma pel Dret de Decidir o Sobirania i Progrés. D'altres organitzacions són Poble Lliure, Endavant, Catalunya Acció o Negres Tempestes, col·lectiu llibertari anarcoindependentista. En el camp institucional cal esmentar l'Associació de Municipis per la Independència, organització partidària de la independència i formada per diferents administracions locals (ajuntaments, consells comarcals i diputacions).

### Sindicats
En l'àmbit del sindicalisme destaquen com a partidaris de la independència els sindicats Intersindical-CSC i la Coordinadora Obrera Sindical mentre que en el sindicalisme estudiantil cal destacar la Federació Nacional d'Estudiants de Catalunya i el Sindicat d'Estudiants dels Països Catalans. D'altra banda, també existeixen grups independentistes en altres sindicats com ara Sindicalistes de Comissions Obreres per la Independència i la República Catalana a Comissions Obreres de Catalunya.

### Partits polítics i coalicions electorals
Arrel de la dissolució de Convergència i Unió en 2015 per discrepàncies en el projecte polític d'ambdós partits que la formaven, els partits polítics amb més diputats favorables a la independència de Catalunya foren el Partit Demòcrata Europeu Català, hereu de Convergència Democràtica de Catalunya, i Esquerra Republicana de Catalunya, que es van presentar plegats en la coalició Junts pel Sí a les Eleccions al Parlament de Catalunya de 2015. A les Eleccions al Parlament de Catalunya de 2017 Junts per Catalunya va ser la més votada (34 diputats JxCat, 32 ERC i 4 CUP), i en les eleccions de 2021 ho fou ERC (33 diputats ERC, 32 Junts, 9 CUP).
Altres partits amb representació institucional son la Candidatura d'Unitat Popular, Demòcrates de Catalunya i Moviment d'Esquerres. Altres partits que han tingut representació en institucions locals són Solidaritat Catalana per la Independència (coalició formada per Solidaritat per la Independència, Partit Socialista d'Alliberament Nacional, Els Verds - Alternativa Verda, Partit Republicà Català, Catalunya Nació Independència i Bloc Sobiranista Català), Reagrupament, Estat Català i Democràcia Catalana. D'altra banda, també existeixen corrents interns independentistes en altres partits com ara Compromís per la Independència a Iniciativa per Catalunya Verds i Pirates per la Independència a Pirates de Catalunya.

### Joventuts polítiques
Entre les joventuts polítiques cal esmentar les Assemblees de joves per la Unitat Popular, la Joventut Nacionalista de Catalunya, les Joventuts d'Esquerra Republicana de Catalunya, Arran i Joves per la Independència.

### Altres
D'altres organitzacions a destacar són el Cercle Català de Negocis, el Col·lectiu Wilson, el Cercle d'Estudis Sobiranistes i la Fundació Catalunya Estat.

### Organitzacions i partits polítics històrics, ja desapareguts
- Front Nacional de Catalunya
- Acció Catalana
- Catalunya Lliure
- La Reixa
- Unió Federal Nacionalista Republicana
- Moviment de Defensa de la Terra
- Alternativa Estel
- CEPC
- Maulets
- CAJEI

### Altres organitzacions i esdeveniments històrics
- Crida a la Solidaritat en Defensa de la Llengua, la Cultura i la Nació Catalanes
- Moviment de Defensa de la Terra
- Esquerra Independentista
- Usatges de Barcelona
- Decrets de Nova Planta
- Autodeterminació
- Persecució del català
- Batalla de l'Onze de Setembre de 1714
- Operació Garzón
- Estatut d'Autonomia de Catalunya de 2006
- Conferència Nacional del Sobiranisme
- Manifestació "Som una nació. Nosaltres decidim"
- Lip dub per la independència
- Terra lliure

## Campanyes
La major part de les campanyes actuals de l'independentisme que compten amb major participació són impulsades per l'Assemblea Nacional Catalana:
- La Sobirania fiscal, juntament amb plataforma Catalunya Diu Prou i l'Associació de Municipis per la Independència.[99][100]
- El país de tots,[101] és un projecte per a consolidar i ampliar la majoria social a favor de la independència.
- Ara és l'hora,[102] juntament amb Òmnium Cultural.
- World meets Catalonia.[103]
- Catalunya Exterior per la independència.[104]
- Carnet català.[105][106]

Una altra de les iniciatives impulsades per l'ANC fou la campanya Signa un vot per la independència.

## Persecució
L'independentisme català ha estat sosta sospita i vigilància d'Espanya al llarg del temps. Per exemple, a la dècada del 2020 es va utilitzar el programari Pegasus de manera continuada per vigilar les comunicacions de diversos líders independentistes o es van infiltrar agents del Cos Nacional de Policia entre els moviments socials.